# Petr Janda (muzyk)
Petr Janda (ur. 2 maja 1942 w Pradze) – czeski wokalista, kompozytor i gitarzysta; lider zespołu Olympic.